# Grzbiet Gakkela

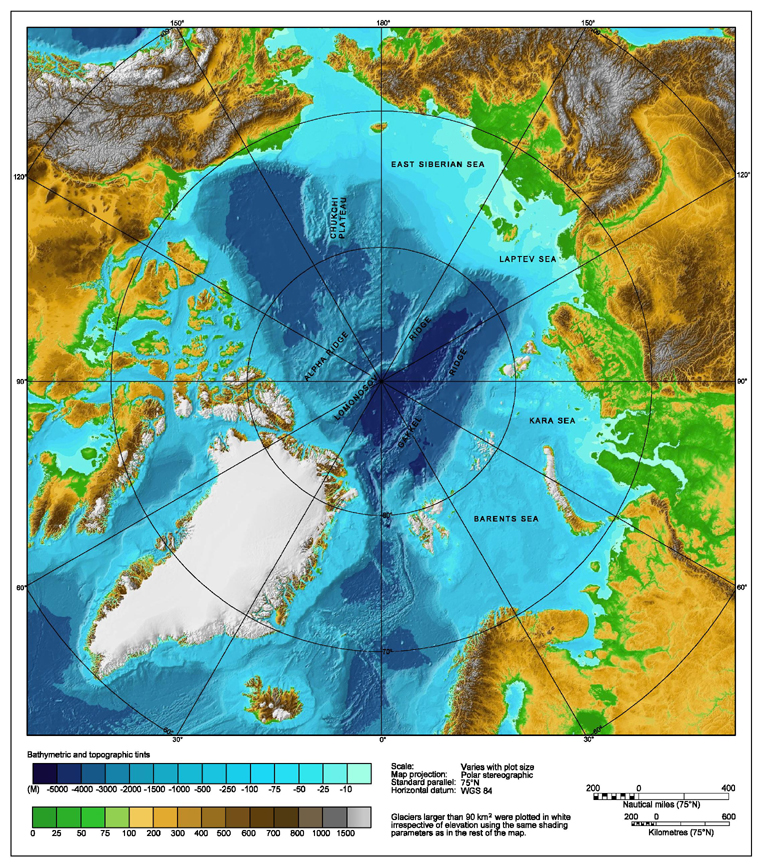
Mapa topograficzna Arktyki

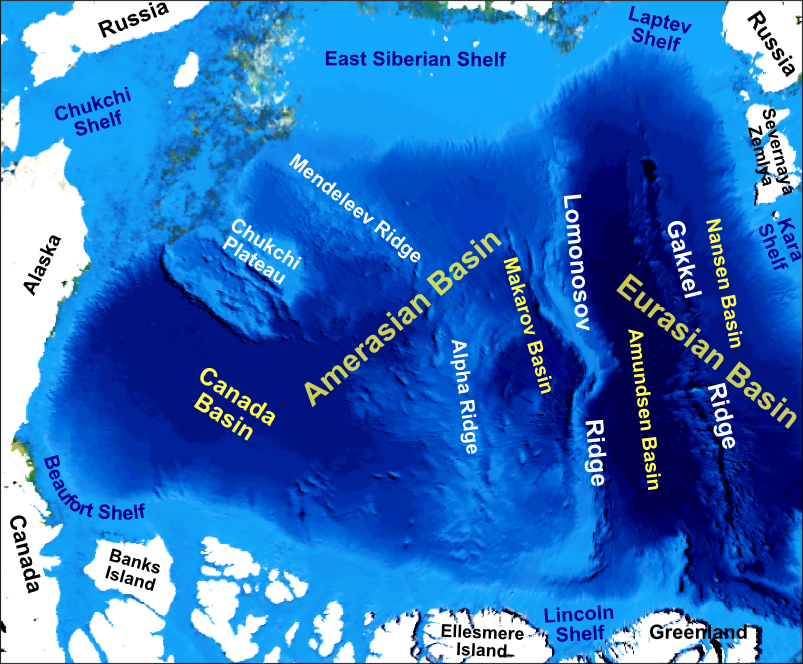
Mapa batymetryczna Oceanu Arktycznego

Grzbiet Gakkela, dawniej Grzbiet Nansena (ang. Gakkel Ridge, Nansen Cordillera, Arctic Mid-Ocean Ridge, fr. Dorsale de Gakkel, ros. Хребет Гаккеля) – fragment systemu grzbietów śródoceanicznych, położony na obszarze Oceanu Arktycznego, w obrębie Basenu Nansena. Jest granicą pomiędzy płytą północnoamerykańską a płytą eurazjatycką, w której zachodzi rozrost dna oceanu.
Długość Grzbietu Gakkela wynosi ok. 1800 km. Ciągnie się od ryftu Morza Łaptiewów w pobliżu ujścia rzeki Leny do rejonu Grenlandii, gdzie łączy się poprzez mniejsze grzbiety Knipowicza i Mohna z Grzbietem Śródatlantyckim.
Istnienie i przybliżony przebieg tego grzbietu poznano dzięki radzieckiej ekspedycji pod kierunkiem Jakowa J. Gakkela w 1950. W 2002 roku Międzynarodowa Organizacja Hydrograficzna i Międzynarodowa Komisja Oceanograficzna zadecydowały o oficjalnym nadaniu grzbietowi jego imienia.

## Charakterystyka
Grzbiet Gakkela odznacza się bardzo małym przyrostem skorupy ziemskiej, poniżej 1 cm rocznie. Dawniej uważano, że brak na nim aktywności wulkanicznej, ale w 1999 roku naukowcy odbywający rejs na atomowym okręcie podwodnym odkryli czynne wulkany położone wzdłuż grzbietu. W 2001 naukowcy z kilku krajów na lodołamaczach, niemieckim Polarsternie i amerykańskim USCGC Healy, badali Grzbiet Gakkela i pobrali próbki skał. Odkryli również, że występują tu kominy hydrotermalne, m.in. Polaris. Prof. Günter Wächtershäuser przypuszcza, że życie na Ziemi może pochodzić z takich źródeł. W 2007 ekspedycja Arctic Gakkel Vents Expedition (AGAVE) organizacji Woods Hole Oceanographic Institution dokonała nowych odkryć, m.in. nieskonsolidowane fragmenty materiałów piroklastycznych, pokrywających dolinę ryftową biegnącą w osiowej części grzbietu (ich powierzchnia wynosiła więcej niż 10 km²). Sugeruje to, że zawartość substancji lotnych przekracza dziesięciokrotnie średnią zawartość w magmach innych grzbietów śródoceanicznych. Ekspedycja AGAVE za pomocą pływających robotów podwodnych odkryła wiele nowych gatunków w obrębie Grzbietu Gakkela.